# روز وليامز
روز وليامز (بالإنجليزية: Rose Williams)‏ هي ممثلة بريطانية، ولدت في 18 فبراير 1994 في إيلنغ في المملكة المتحدة.

## وصلات خارجية
- روز وليامز على موقع IMDb (الإنجليزية)
- روز وليامز على موقع قاعدة بيانات الفيلم (الإنجليزية)